# Skoky na lyžích na Zimních olympijských hrách 1928
Skoky na lyžích se konaly, na rozdíl od Chamonix, v předposlední den olympijských soutěží. Skákalo se na můstku s kritickým bodem K66, který vyprojektoval Ing. Straumann. Protože jeho profil však nebyl nejšťastnější, probíhaly na něm do posledních chvil úpravy.
Závod se skládal ze dvou skoků. Skoky hodnotili tři rozhodčí a výsledná známka se vytvořila jako průměr z jejich známek.
Již při tréninku došlo k řadě zranění, mezi závodníky, kteří se díky němu nemohli zúčastnit závodů, byl i československý reprezentant Willy Dick. K závodu nastoupilo nakonec 40 závodníků, klasifikováno jich bylo 38. Během závodu došlo celkem k 11 pádům.
V prvním kole byl, vzhledem k zledovatělé stopě, přes protesty Středoevropanů snížen nájezd. Nikdo ze závodníků se tak svým skokem nedostal přes 60 metrů. Ve druhém kole se zvýšil na žádost Středoevropanů a Norů nájezd o 5 metrů, i když s tím jury zprvu nesouhlasila, a tím pádem se prodloužily i skoky. Nejdelší skok předvedl vítěz z Chamonix, Nor Jacob Tullin Thams, který se tak snažil dohnat manko z prvního kola. Svůj 73 metrů dlouhý skok však na doskočišti neustál a po pádu a zranění byl z bojů o medaile vyřazen. Podobně dopadl i další favorit, Nor Hans Kleppen. Tento vývoj závodu otevřel cestu k medailím dalším skokanům. Suverénním vítězem se stal Alf Andersen, za ním si pak skoky na jistotu pojistili medaile Sigmund Ruud a československý reprezentant Rudolf Burkert. Ten tak vybojoval v tomto závodě historicky první medaili ze zimních olympijských her pro Československo.

## Střední můstek
Datum závodu: 18. února 1928
| Místo | Jméno           | Stát                         | 1. skok (metry) | 2. skok (metry) | Bodový průměr |
| ----- | --------------- | ---------------------------- | --------------- | --------------- | ------------- |
| 1     | Alf Andersen    | Norsko (NOR)                 | 60,0 m          | 64,0 m          | 19,208 b.     |
| 2     | Sigmund Ruud    | Norsko (NOR)                 | 57,5 m          | 62,5 m          | 18,542 b.     |
| 3     | Rudolf Burkert  | Československo (TCH)         | 57,0 m          | 59,5 m          | 17,937 b.     |
| 4     | Axel Nilsson    | Švédsko (SWE)                | 53,5 m          | 60,0 m          | 16,937 b.     |
| 5     | Sven Lundgren   | Švédsko (SWE)                | 48,0 m          | 59,0 m          | 16,708 b.     |
| 6     | Rolf Monsen     | Spojené státy americké (USA) | 53,0 m          | 59,5 m          | 16,687 b.     |
| 7     | Sepp Muhlbauer  | Švýcarsko (SUI)              | 52,0 m          | 58,0 m          | 16,541 b.     |
| 8     | Ernst Feuz      | Švýcarsko (SUI)              | 52,5 m          | 58,5 m          | 16,458 b.     |
| 9     | Martin Neuner   | Německo (GER)                | 50,0 m          | 57,0 m          | 16,291 b.     |
| 10    | Bertil Carlsson | Švédsko (SWE)                | 51,5 m          | 61,0 m          | 16,187 b.     |
| ---   | ---             | ---                          | ---             | ---             | ---           |
| 15    | Willy Möhwald   | Československo (TCH)         | 46,0 m          | 59,0 m          | 15,500 b.     |
| 20    | Josef Bím       | Československo (TCH)         | 49,5 m          | 51,0 m          | 14,728 b.     |
| 21    | Karl Wondrak    | Československo (TCH)         | 48,5 m          | 49,0 m          | 14,478 b.     |

## Přehled medailí
| Pořadí | Země                 | Zlato | Stříbro | Bronz | Celkově |
| ------ | -------------------- | ----- | ------- | ----- | ------- |
| 1.     | Norsko (NOR)         | 1     | 1       | 0     | 2       |
| 2.     | Československo (TCH) | 0     | 0       | 1     | 1       |
| Celkem | Celkem               | 1     | 1       | 1     | 3       |